# العلاقات البوروندية الليبيرية
العلاقات البوروندية الليبيرية هي العلاقات الثنائية التي تجمع بين بوروندي وليبيريا.

## مقارنة بين البلدين
هذه مقارنة عامة ومرجعية للدولتين:
| وجه المقارنة                                              | بوروندي                                    | ليبيريا      |
| --------------------------------------------------------- | ------------------------------------------ | ------------ |
| المساحة (كم2)                                             | 27.83 ألف                                  | 111.37 ألف   |
| عدد السكان (نسمة)                                         | 10.86 مليون                                | 4.73 مليون   |
| الكثافة السكانية (ن./كم²)                                 | 390.23                                     | 42.47        |
| العاصمة                                                   | بوجومبورا، جيتيغا                          | مونروفيا     |
| اللغة الرسمية                                             | اللغة الكيروندية، لغة فرنسية، لغة إنجليزية | لغة إنجليزية |
| العملة                                                    | فرنك بوروندي                               | دولار ليبيري |
| الناتج المحلي الإجمالي (بليون دولار)                      | 3.48 مليار                                 | 2.16 مليار   |
| الناتج المحلي الإجمالي (تعادل القوة الشرائية) بليون دولار | 8.13 مليار                                 | 3.76 مليار   |
| الناتج المحلي الإجمالي الاسمي للفرد دولار أمريكي          | 277                                        | 455          |
| الناتج المحلي الإجمالي للفرد دولار أمريكي                 | 77                                         | 842          |
| مؤشر التنمية البشرية                                      | 0.400                                      | 0.430        |
| رمز المكالمات الدولي                                      | +257                                       | +231         |
| رمز الإنترنت                                              | .bi                                        | .lr          |
| المنطقة الزمنية                                           | ت ع م+02:00                                | 00           |

## منظمات دولية مشتركة
يشترك البلدان في عضوية مجموعة من المنظمات الدولية، منها:
| علم المنظمة | اسم المنظمة                                 | تاريخ انضمام بوروندي | تاريخ انضمام ليبيريا |
| ----------- | ------------------------------------------- | -------------------- | -------------------- |
|             | مؤسسة التنمية الدولية                       | 28 سبتمبر 1963       | 28 مارس 1962         |
|             | البنك الإفريقي للتنمية                      | ?                    | ?                    |
|             | مؤسسة التمويل الدولية                       | 28 نوفمبر 1979       | 28 مارس 1962         |
|             | منظمة حظر الأسلحة الكيميائية                | ?                    | ?                    |
|             | الأمم المتحدة                               | 18 سبتمبر 1962       | 2 نوفمبر 1945        |
|             | الاتحاد الدولي للاتصالات                    | 16 فبراير 1963       | 10 أكتوبر 1927       |
|             | منظمة الشرطة الجنائية الدولية               | ?                    | ?                    |
|             | البنك الدولي للإنشاء والتعمير               | 28 سبتمبر 1963       | 28 مارس 1962         |
|             | الاتحاد البريدي العالمي                     | ?                    | ?                    |
|             | المركز الدولي لتسوية المنازعات الاستشارية   | 5 ديسمبر 1969        | 16 يوليو 1970        |
|             | وكالة ضمان الاستثمار متعدد الأطراف          | 10 مارس 1998         | 12 أبريل 2007        |
|             | مجموعة دول أفريقيا والكاريبي والمحيط الهادئ | ?                    | ?                    |
|             | الاتحاد الأفريقي                            | 25 مايو 1963         | ?                    |
|             | يونسكو                                      | 16 نوفمبر 1962       | 6 مارس 1947          |

## وصلات خارجية
- موقع وزارة الخارجية الليبيرية